# Fujiwara no Tadabumi
Fujiwara no Tadabumi va ser el quart general de la història del Japó en rebre el títol de Seii Taishōgun, concedit el 940 per l'Emperador Suzaku quan ell el va enviar a sufocar la sublevació de no Masakado Taira, però aquest va ser assassinat abans de la seva arribada a Kantō; Tadabumi més tard va ser enviat a una expedició contra un altre rebel, Fujiwara no Sumitomo.